# زنبق ميشيغاني
الزنبق الميشيغاني نوع نباتي ينتمي إلى جنس الزنبق من الفصيلة الزنبقية.

## البيئة والانتشار
موطنه منطقة البحيرات العظمى (بما يشمل جنوب غرب مقاطعة أونتاريو الكندية) ووسط الولايات المتحدة.